# 니이촌 (나가사키현)
니이촌(仁位村)은 나가사키현 시모아가타군에 있던 촌이다. 

## 지리
쓰시마 섬의 중부에 위치한다. 촌내의 사시가, 사가, 가이후나는 니위아사야만(仁位浅茅湾)을 사이에 두고 동서로 양분되어 있다. 또한 위 3개 오아자 서쪽 부분의 지역에 대해서는 땅이 이어져 있으면서도 같은 닌위무라 내의 다른 촌과 접하지 않는 이른바 월경지(飛地)이다.  따라서 이동 시에는 선박을 이용하거나 육로의 경우 누가타케촌을 경유해야 한다.

## 역사
- 1908년 4월 1일 - 도서정촌제 시행에 의해 시모아가타군 니이촌이 성립하였다.
- 1955년 3월 20일 - 누카다케촌과 합병해 도요타마정이 성립하여, 니이촌은 소멸하였다.

## 지명
- 이토세 糸瀬（いとせ）
- 가이후나 貝鮒（かいふな）
- 사가 嵯峨（さが）
- 사시가 佐志賀（さしか）
- 소 曽（そ）
- 지로모 千尋藻（ちろも）
- 니이 仁位（にい）
- 야이가와 鑓川（やりかわ）
- 요코우라 横浦（よこうら）
- 와이타 和板（わいた）

## 참고문헌
- 角川日本地名大辞典 42 長崎県
- 平山棐 編『津島紀事』350頁-442頁（1917年）国立国会図書館デジタルコレクション